# Herstošice
Herstošice (německy Herscheditz) jsou malá vesnice a část města Bochov v okrese Karlovy Vary v Karlovarském kraji. Nachází se asi 4,5 kilometru východně od Bochova. Herstošice jsou také název katastrálního území o rozloze 2,8 km². Jižním okrajem vesnice vede silnice I/6 a podél západního okraji vsi protéká Ratibořský potok. Jeden kilometr jihovýchodně od vesnice se na místě zaniklé vsi nachází osada Zlatá Hvězda.

## Název
Název vesnice je odvozen z příjmení Herstuš nebo Herstoš ve významu ves lidí Herstušových či Herstošových. V historických pramenech se jméno vsi objevuje ve tvarech: Hirschtositz (1378), Herstussycz (1404), Herztossicz (1405), Hersstossicz (1450, 1493), Herstossicz (1450), Herssiticz (1452), z Herstošic (1455, 1497, 1523, 1524, 1545), Herschetycz (1456), „z Hersstossicz“ (1580), Herscheditz (1651), Herssadicze (1654), Herschetitz (1785), Herscheditz a Herschetitz či Hrssadice (1847), Herptošice a Herstošice nebo Herschedit (1854) a Herptošice nebo Herscheditz (1916).

## Historie
První písemná zmínka o vesnici pochází z roku 1378, kdy na zdejší tvrzi sídlil Hanuš z Herstošic. Dalším majitelem uváděným v roce 1404 byl Hereš, jehož potomci v polovině šestnáctého prodali vesnici s tvrzí Pröllhoferům z Purkersdorfu. Za Hanuše z Purkersdorfu bylo panství v roce 1567 osvobozeno od manských povinností k hradu Hartenštejnu. Mezi lety 1609–1615 vesnice patřila Jindřichu Zumrovi z Herstošic, ale poté se vrátila Pröllhoferům, kteří ji připojili k údrčskému panství. Pravděpodobně poté herstošická tvrz beze stop zanikla.

## Obyvatelstvo
Při sčítání lidu v roce 1921 zde žilo 160 obyvatel (z toho 77 mužů) německé národnosti. Kromě tří evangelíků a jednoho člověka bez vyznání se hlásili k římskokatolické církvi. Podle sčítání lidu z roku 1930 měla vesnice 155 obyvatel. Opět byli všichni německé národnosti. Až na tři evangelíky a sedm lidí bez vyznání byli římskými katolíky.
|                                                               | 1869 | 1880 | 1890 | 1900 | 1910 | 1921 | 1930 | 1950 | 1961 | 1970 | 1980 | 1991 | 2001 | 2011 | 2021 |
| ------------------------------------------------------------- | ---- | ---- | ---- | ---- | ---- | ---- | ---- | ---- | ---- | ---- | ---- | ---- | ---- | ---- | ---- |
| Obyvatelé                                                     | 198  | 177  | 176  | 173  | 160  | 160  | 155  | 68   | 70   | 52   | 33   | 32   | 22   | 27   | 26   |
| Domy                                                          | 32   | 32   | 31   | 31   | 30   | 30   | 31   | 16   | —    | 12   | 9    | 10   | 10   | 10   | 11   |
| Počet domů z roku 1961 je zahrnut v domech místní části Údrč. |      |      |      |      |      |      |      |      |      |      |      |      |      |      |      |

## Obecní správa
Při sčítání lidu v letech 1869–1950 Herstošice byly samostatnou obcí, se kterým patřily nejprve do okresu Žlutice, ale v roce 1950 v okrese Toužim. V letech 1961–1974 byly častí obce Údrč v okrese Karlovy Vary. Od 1. ledna 1975 jsou částí města Bochov v okrese Karlovy Vary.

## Galerie

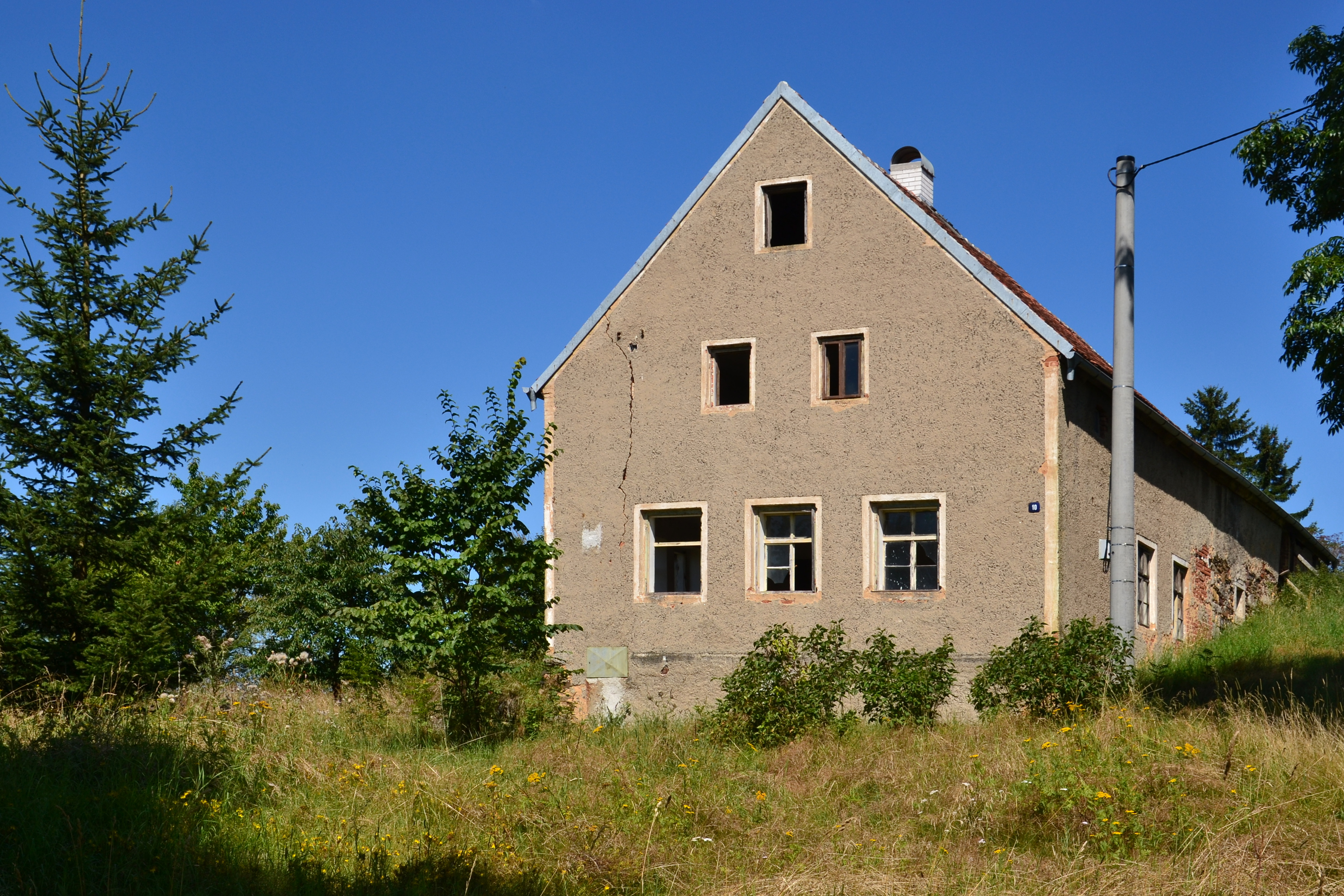
Dům čp. 10
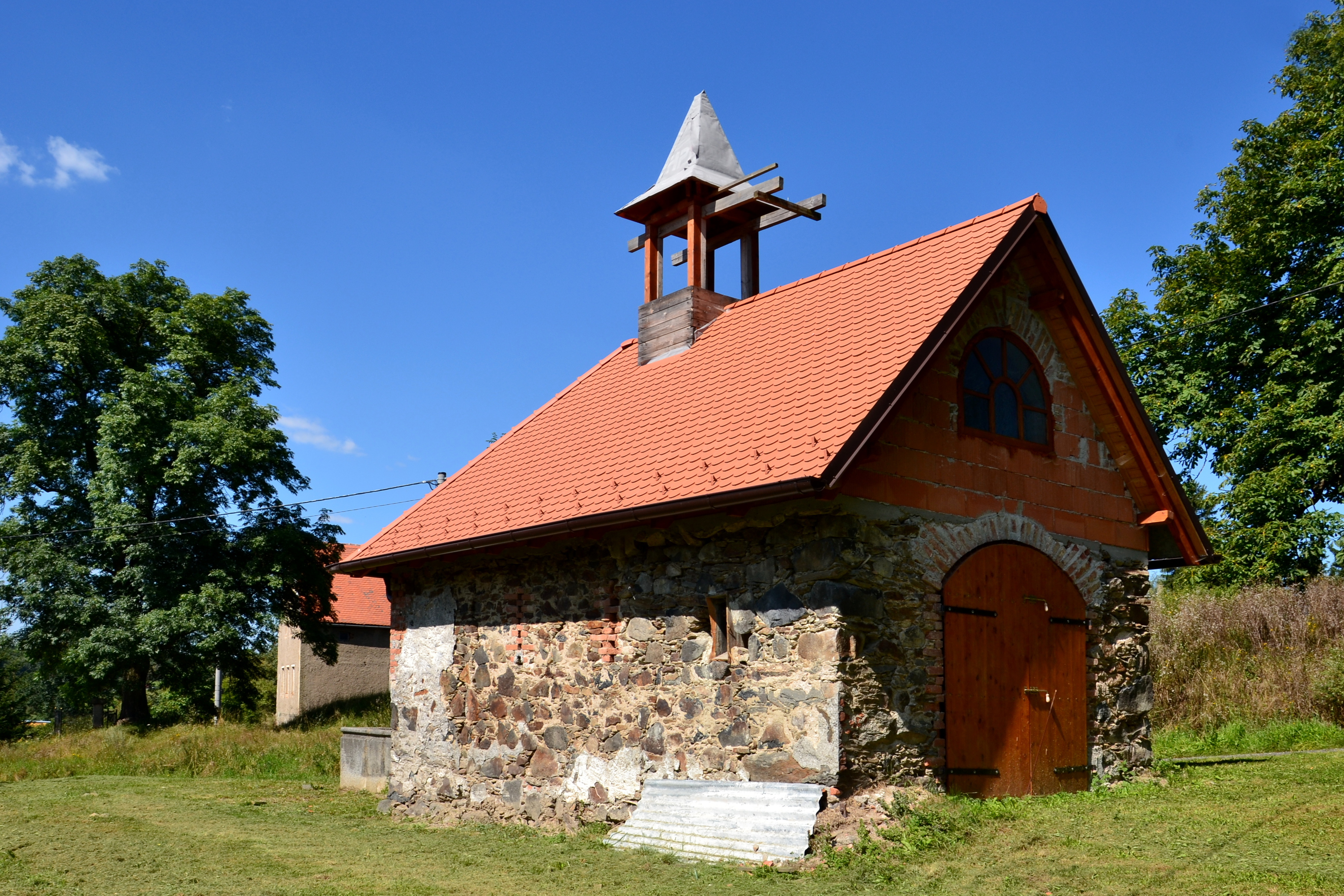
Kaple
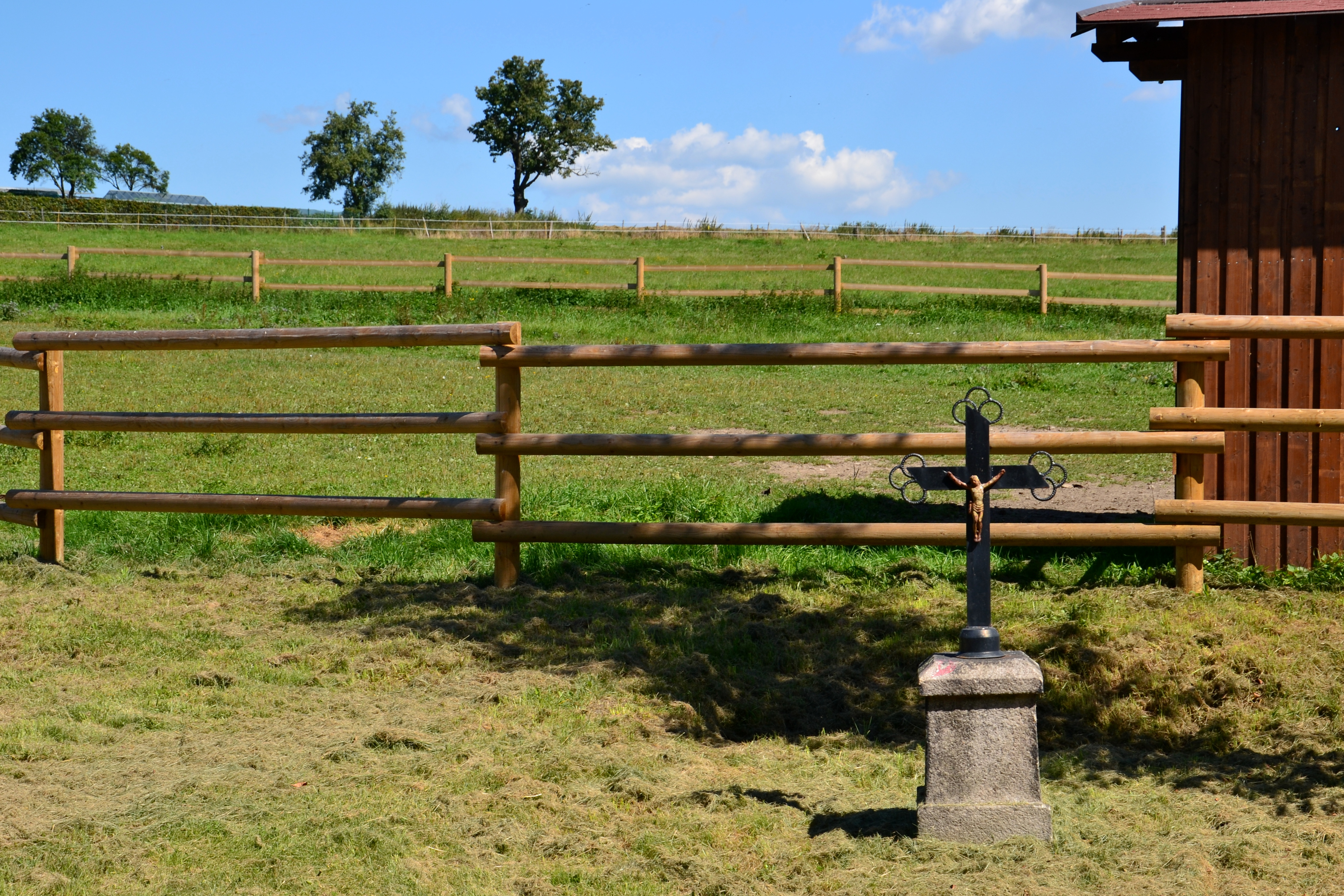
Křížek u cesty